# Ziridava baliensis
Ziridava baliensis är en fjärilsart som beskrevs av Louis Beethoven Prout 1958. Ziridava baliensis ingår i släktet Ziridava och familjen mätare. Inga underarter finns listade i Catalogue of Life.